# Kao Hszing-csien
Kao Hszing-csien (高行健, Gao Xingjian) (Kancsou (Ganzhou), Kína 1940. január 4. –) kínai próza- és drámaíró, irodalmi Nobel-díjas (2000).

## Élete
1940-ben született Csianghszi (Jiangxi) tartományban, a kínai lakosságnak elhanyagolható részét alkotó polgári családban. Apja banktisztviselő, anyja amatőr színésznő volt. Elemi és középiskolai tanulmányait a népoktatási hálózatban végezte, majd a pekingi Idegen Nyelvek Egyetemén szerzett francia szakos diplomát 1962-ben, és egy idegen nyelvű könyvesbolthoz helyezték fordítónak.
a
Mint oly sok értelmiségi társát, a kulturális forradalom idején őt is átnevelő táborba internálják. Itt jobbnak látja korábbi kéziratainak megsemmisítését.
Írásai csak a kulturális forradalom után, a hetvenes évek második felében jelenhettek meg. Ekkor már Pekingben tevékenykedett: fordított és a Kínai Írószövetség nemzetközi kapcsolatok bizottságánál vállalt munkát. 1979-ben nyílik lehetősége külföldre utazni: több kínai író társaságában Párizsba megy, mint a francia delegáció tolmácsa, majd Olaszországba látogat.
1979-től Kínában és külföldön is publikálhatott, de 1986-ban újabb tilalmakat róttak ki rá. Regényeit, színdarabjait az avantgárdhoz sorolják.
1971 és 1974 között Anhuj (Anhui) tartomány déli részének egy isten háta mögötti falusi iskolájában tanított.
1975-ben visszakerült Pekingbe, ahol egy a külföld számára kiadott folyóirat francia nyelvű kiadásának szerkesztője. 1977-ben a Kínai Írószövetség nemzetközi osztályának munkatársa lett. 1978-ban jelent meg első tanulmánya, a Pa Csin Párizsban.
1980–1987 között drámáit és novelláit több kínai irodalmi folyóirat is megjelentette. Ekkor lett a pekingi Népi Színház írója. Darabjai meglehetősen avantgárd műveknek számítottak a korabeli kínai irodalmi viszonyok között. Belépett a kommunista pártba, ekkor tájt írt művei teljesen mentesek voltak mindenfajta aktuál politikai reflexiótól, de nyugati stíluszeszközei, a kínai irodalomban merészen modernek számító újításai miatt több támadás is érte.
1986-ban betiltották Bi'an (Másik part) című darabját, ettől kezdve egyetlen új írását sem jelenhetett meg. Hogy a zaklatásoknak elejét vegye, Hszing-csien (Xingjian) elutazott pár hónapra a szecsuáni hegyekbe. Az utazás másik kiváltó oka volt, hogy az orvosok tévesen tüdőrákot diagnosztizáltak nála. 15 000 kilométeres utat tett meg s közben megírta máig is egyik főművének tartott Lingsan (Lingshan, Lélek-hegy) című regényét. Végül 1987-ben elhagyja Kínát és Franciaországtól kért és kapott politikai menedékjogot. 1988 óta Párizsban él, és felvette a francia állampolgárságot.
1989-ben mutatták be Taovang (Taowang, Menekültek) című darabját, amely a Tienanmen (Tiananmen) téri eseményeket is érintette. Kínában ekkor került végleg a tiltott írók listájára. A Lélek-hegy is Tajvanon jelent meg 1989-ben.
2000-ben kapta megkapta az irodalmi Nobel-díjat "univerzális érvényességű életművéért, keserű éleslátásáért és nyelvi eredetiségéért, mely új utakat nyitott a kínai regény és dráma számára". Az elismerést, amely az egész világ figyelmét felhívta a hazájában méltatlanul mellőzött íróra, Kínában hivatalosan is ambivalens érzésekkel, hallgatással fogadták. Már ekkor is világszerte elismert író volt: művei számtalan nyelven megjelentek, drámáit a világ nagy színházai tűzték műsorra. Európában először Magyarországon került bemutatásra Csöcsan (Chezhan, A buszmegálló) című darabja, igaz, azóta eléggé mostohán bánnak vele a magyar kiadók. (2008-ig kellett várni a Lélekhegy megjelenésére s előtte csak egy novelláját, egy versét és A buszmegállót jelentette meg a Nagyvilág, meg a Lélek-hegy első fejezetét a Vigilia!)

## Munkássága
Hszing-csient (Xingjiant) nem jellemzi a közvetlen politizálás, két főművét, az esszé-dokumentumregény Egy ember bibliáját (Yige ren de shengjing) és a Lélek-hegyet, amelyben két személyben, két nézőpontból ír önmagáról, a külföldön élő kínai elemzők általában a lélek mélyéig ható önelemzéséért, újszerű szerkesztésmódjáért értékelik nagyra. A Lélek-hegy forrása a már említett otthoni utazása. Öt hónap alatt tizenötezer kilométert tett meg a Jangce mentén, régi templomokat keresve fel, az élet értelméről elmélkedve, erőt gyűjteni a múltból, megtalálni lelke nyugalmát. A regény megmutatja, hogy ősi hiedelmek, sámán énekek, félelmetes misztikus történetek gyűjtése során, hogyan válik a lélek a képzelet által szabaddá.
"Az avantgárd színház kínai atyja" összesen tizennyolc színdarabot írt, ezeket maga fordította franciára, a legutolsót pedig már ezen a nyelven fogalmazta, ennek tervezet kínai változata el sem készült.
Drámáira a legnagyobb hatást Brecht, Artaud és Beckett művei gyakorolták. A buszmegálló egyértelműen a Beckett-nél jól ismert várakozás motívumra épül.
Az első otthoni támadások azzal vádolták, hogy a kínai hagyományoktól idegen eszközöket használ. Ekkor készült nagy elméleti írásában arra hivatkozott, hogy az egész modern kínai irodalom nyugati hatásra jött létre.

## Drámák
- A tökéletes jel (Juedui xinhao, 1982)
- A buszmegálló (Chezhan, 1985)
- A vademberek (Yeren, 1985)
- A másik part (Bi'an, 1986)
- Sötét város (Mingcheng, 1988)
- Sheng Sheng MAn átváltozása (Sheng Sheng MAn biantai, 1989)
- Menekültek (Taowang, 1989)
- Halálvilág (Shengsijie, 1991)
- A Shanhaijing története (Shangaijing Zhuan, 1992)
- Párbeszéd és viszontkérdés (Duihua yu fanije, 1992)
- Éjszakai Isten (Yeyoushen, 1999)
- Augusztusi hó (Bayue xue, 2000)

## Próza
- Horgászbot nagyapámnak (Gei wo laoye mai yugan, 1986, novellagyűjtemény)
- Lélek-hegy (Lingshan, 1989, regény)
- Egy ember bibliája (Yige ren de shengjing, 1998, regény)

## Magyarul megjelent művei
- A buszmegálló (dráma, Polonyi Balázs fordítása, Nagyvilág, 1984/3.)
- Mondom sündisznó (vers, Lackfi János fordítása, Nagyvilág, 2001.)
- A barát (novella, Polonyi Péter fordítása, Nagyvilág, 2001/1.)
- Lélek-hegy (a regény első fejezete, Zombory Klára fordítása, Vigilia, 2004/7.)
- Lélek-hegy; ford., jegyz. Kiss Marcell; Noran, Bp., 2008 [a teljes regény]
- Horgászbotot nagyapámnak (in: Kínai dekameron, Noran kiadó, 2008)